# Astrid van Nahl
Astrid van Nahl (* 1951 in Schweinfurt) ist eine deutsche skandinavistische Mediävistin, Publizistin und Übersetzerin. Sie ist derzeit tätig als Lehrbeauftragte an der Universität Bonn, als wissenschaftliche Mitarbeiterin an religionswissenschaftlichen Projekten und Publikationen an der Universität Uppsala, „chief-Editor“ bei Mouton de Gruyter sowie Chefredakteurin und Mitbegründerin des Onlinemagazins Alliteratus.

## Leben und Wirken
Nach ihrem Studium an der Rheinischen Friedrich-Wilhelms-Universität Bonn wurde sie 1980 bei Heinrich Beck über die altisländische Sagaliteratur promoviert und war anschließend als wissenschaftliche Mitarbeiterin an den Universitäten Bonn, Saarbrücken, Bochum, Heidelberg und Uppsala tätig. So von 1980 bis 1982 im Sonderforschungsbereich der Deutschen Forschungsgemeinschaft (DFG) „Elektronische Sprachforschung“ an der Universität des Saarlandes in Saarbrücken, von 1983 bis 1984 beteiligt am Projekt Germanische Altertumskunde durch den Minister für Bildung und Forschung des Landes Nordrhein-Westfalen an der Universität Bonn, von 1984 bis 1986 als leitende wissenschaftliche Mitarbeiterin an der Universität Bonn in Weiterführung des DFG-Projektes Saarbrücken, dann erneut von 1989 bis 1991 sowie von 1993 bis 1998 als wissenschaftliche Mitarbeiterin an der Ruhr-Universität Bochum und zugleich ab 1994 freie Mitarbeiterin am Reallexikon der Germanischen Altertumskunde an der Akademie der Wissenschaften zu Göttingen. Wie von 2002 bis 2004 an der Universität Heidelberg, wirkt sie seit 2004 an religionswissenschaftlichen Projekten und Publikationen an der Universität Uppsala mit.
Als Autorin und (Mit-)Herausgeberin vor allem zur isländischen und altisländischen Sprache, Germanischen Altertumskunde und den norrönen Literaturen hat sie eine Anzahl an Buchveröffentlichungen vorzuweisen. Neben selbständigen Publikationen trug sie u. a. Artikel zum Reallexikon der Germanischen Altertumskunde bei und war in die Planung der Datenbank Germanische Altertumskunde Online des Verlags de Gruyter involviert. Seit 2004 ist sie zudem bei dessen Imprint Mouton de Gruyter Editor-in-chief der Zeitschrift „Dialectologia et Geolinguistica“. Als Übersetzerin aus dem Englischen, Französischen und den Nordischen Sprachen übertrug sie 2007 u. a. das Standardwerk „Altnordische Philologie“ von Odd Einar Haugen ins Deutsche.
Seit 2008 arbeitet sie als Mitbegründerin und Chefredakteurin ehrenamtlich an dem Onlinemagazin Alliteratus mit und veröffentlicht gemeinsam mit zwanzig anderen Redakteuren Rezensionen und größere Artikel zu aktueller Kinder-, Jugend- und Erwachsenenliteratur, Hörbüchern sowie Sach- und Fachpublikationen.
Im März 2013 stieß Astrid van Nahl als Chefredakteurin von Alliteratus mit einem offenen Brief an das Bundesministerium für Familie, Senioren, Frauen und Jugend, welches den Deutschen Jugendliteraturpreis stiftet und den Arbeitskreis für Jugendliteratur jährlich mit 480.000 Euro fördert, eine neue Debatte um diese Auszeichnung an. In dem Brief heißt es u. a.: „Wir leben in einem Land, das seit einigen Jahren eine überreiche Kinder- und Jugendliteratur hervorbringt, die sich in keiner Weise verstecken muss und um die wir im Ausland oft genug beneidet werden. Aber manchmal, da gibt es offenbar Situationen (Ausnahme: Sport), da haben wir Deutschen immer noch nicht gelernt, auf eigene Leistungen stolz zu sein und diese ganz objektiv [...] nach außen zu vermitteln ‒ und es ist keineswegs nationalistisch, das zu tun.“ Einen Monat später 2013 griff die Initiative deutschsprachiger Kinder- und JugendbuchautorInnen und IllustratorInnen van Nahls Kritik und Anregungen auf und begründete eine Initiative, die von mehr als 500 Autoren und Illustratoren unterzeichnet wurde, darunter auch von Gewinnern des Deutschen Jugendliteraturpreises wie Milena Baisch, Finn-Ole Heinrich, Klaus Kordon, Paul Maar, Salah Naoura, Ursula Poznanski und Anja Tuckermann.
Astrid van Nahl lebt in Vettelschoß.

## Bibliografie

### Sach-, Fachbücher (Auswahl)
- Originale Riddarasögur als Teil altnordischer Sagaliteratur. Dissertation an der Philos. Fak. der Uni Bonn 1980. Lang Verlag, Frankfurt am Main – Bern 1981, ISBN 3-8204-7082-4.
- Sprachführer Isländisch. Zusammen mit Ríta Duppler. Helmut Buske Verlag, Hamburg 1995, ISBN 3-87548-061-9.
- Einführung in die Rezensionsarbeit am PC. Zusammen mit Jan van Nahl. Materialien Jugendliteratur und Medien, H. 45. Gewerkschaft Erziehung und Wissenschaft, Arbeitsgemeinschaft Jugendliteratur und Medien, Überlingen 2002
- Einführung in das Altisländische. Ein Lehr- und Lesebuch. Helmut Buske Verlag, Hamburg 2003, ISBN 3-87548-329-4.
- Langenscheidts Praktisches Lehrbuch Isländisch. Ein Standardwerk für Anfänger. Zusammen mit Ríta Duppler. Langenscheidt Verlag, Berlin u. a. 2010 (11. Auflage), ISBN 978-3-468-26170-1.
- Isländisch – Ein Lehrbuch für Anfänger und Fortgeschrittene. Zusammen mit Ríta Duppler. Helmut Buske Verlag, Hamburg 2013, ISBN 978-3-87548-660-5; 2. überarbeitete Aufl. 2015, ISBN 978-3-87548-736-7.
- Einführung in das Altisländische. Ein Lehr- und Lesebuch. Helmut Buske Verlag, Hamburg 2014 (2., überarbeitete und erweiterte Auflage), ISBN 978-3-87548-704-6.
- Sprachreiseführer Isländisch. Zusammen mit Jan Alexander van Nahl. Helmut Buske Verlag, Hamburg 2017, ISBN 978-3-87548-838-8.
- Die Frau, der Hitler das rosa Kaninchen stahl. Erste Biographie über Judith Kerr. wbg Theiss in Wissenschaftliche Buchgesellschaft, Darmstadt 2019, ISBN 978-3-8062-3929-4.
- Skandinavistische Mediävistik. Einführung in die altwestnordische Sprach- und Literaturgeschichte. Zusammen mit Jan Alexander van Nahl. Helmut Buske Verlag, Hamburg 2019, ISBN 978-3-87548-967-5.

### (Mit-)Herausgeberin (Auswahl)

#### Buchveröffentlichungen
- Verbwörterbuch zur altisländischen Grágás (Konungsbók). 2 Bände. Mitherausgeber: Heinrich Beck. Verlag Peter Lang, Frankfurt a. M. u. a. 1983, ISBN 3-8204-7641-5.
- Wortschatz der altisländischen Grágás (Konungsbók). Mitherausgeber: Heinrich Beck. Vandenhoeck & Ruprecht, Göttingen 1993, ISBN 3-525-82592-7.
- Kontinuitäten und Brüche in der Religionsgeschichte. Festschrift für Anders Hultgård zu seinem 65. Geburtstag (Reallexikon der germanischen Altertumskunde, Ergänzungsbände, Bd. 31). Mitherausgeber: Michael Stausberg und Olof Sundqvist. Verlag Walter de Gruyter, Berlin / New York 2001, ISBN 978-3-11-087597-3.
- Weniger wäre – ausgewählte kleine Schriften. Mitherausgeberin: Inga Middel; Mitarbeiterin: Ute Schwab. (Studia medievalia septentrionalia, Bd. 8). Fassbaender, Wien 2003, ISBN 3-900538-76-X.
- Runica – Germanica – Mediaevalia. (Reallexikon der germanischen Altertumskunde, Ergänzungsbände, Bd. 37). Mitherausgeber: Wilhelm Heizmann. Verlag Walter de Gruyter, Berlin / New York 2003, ISBN 3-11-017778-1.
- Poetik und Gedächtnis. Festschrift für Heiko Uecker zum 65. Geburtstag. (Beiträge zur Skandinavistik, Bd. 17). Mitherausgeber: Karin Hoff, Susanne Kramarz-Bein, Thomas Fechner-Smarsly, Benedikt Jager und Joachim Trinkwitz. Verlag Peter Lang, Frankfurt a. M. u. a. 2004, ISBN 978-3-631-52167-0.
- God As A Remover Of Obstacles: A Study Of Caiva Soteriology Among Ilam Tamil Refugees In Stockholm, Sweden. Mitherausgeber: Peter Schalk. Uppsala 2004, ISBN 978-91-554-5804-1.
- Namenwelten – Orts- und Personennamen in historischer Sicht. (Reallexikon der germanischen Altertumskunde, Ergänzungsbände, Bd. 44). Verlag Walter de Gruyter, Berlin / New York 2004, ISBN 3-11-018108-8.
- Im Dickicht der Gebote: Studien zur Dialektik von Norm und Praxis in der Buddhismusgeschichte Asiens. (Acta Universitatis Upsaliensis. Historia Religionum, Bd. 26). Mitherausgeber: Peter Schalk u. a. Uppsala 2005, ISBN 978-91-554-6343-4.
- Günter Neumann: Namenstudien zum Altgermanischen. (Reallexikon der germanischen Altertumskunde, Ergänzungsbände, Bd. 59). Mitherausgeber: Heinrich Hettrich. Verlag Walter de Gruyter, Berlin / New York 2008, ISBN 978-3-11-021044-6.
- Geschichten und Geschichte: Historiographie und Hagiographie in der asiatischen Religionsgeschichte. Mitherausgeber: Peter Schalk u. a. Uppsala 2010, ISBN 978-91-554-7745-5.
- Religion in Asien? Studien zur Anwendbarkeit des Religionsbegriffs. (Acta Universitatis Upsaliensis. Historia Religionum, Bd. 32). Mitherausgeber: Peter Schalk, Max Deeg, Oliver Freiberger und Christoph Kleine. Uppsala 2013, ISBN 978-91-554-8427-9.
- Buddhism among Tamils in pre-colonial Tamil̲akam and Īl̲am 3: Extension and conclusions. Mitherausgeber: Peter Schalk. Uppsala 2013, ISBN 978-91-554-8412-5.
- Wolfgang Krause: Schriften zur Runologie und Sprachwissenschaft. (Reallexikon der germanischen Altertumskunde, Ergänzungsbände, Bd. 84). Mitherausgeber: Heinrich Beck, Klaus Düwel und Michael Job. Verlag de Gruyter, Berlin/Boston 2014, ISBN 978-3-11-030723-8.
- VIII. Congress of International Society for Dialectology and Geolinguistics (14–18 September 2015). Selected Papers. Mitherausgeber: Vügar Sultanzade und Ahmet Pehlivan. Eastern Mediterranean University Press, Zypern 2017, ISBN 978-605-9595-07-0.

#### Zeitschriften
- Dialectologia et Geolinguistica. Journal of the International Society for Dialectology and Geolinguistics. Verlag Mouton de Gruyter, Berlin / Boston 2004 ff.[7]

### Red. Mitarbeiterin (Auswahl)

#### Buchveröffentlichungen
- Peter Schalk (Hrsg.): Cāvilum vālvōm – "auch im Angesicht des Todes werden wir leben": Ilamtamile sein im Krieg und in der Fremde. Dortmund 2006, ISBN 978-3-9804732-1-7.
- Peter Schalk u. a. (Hrsg.): Die Lehre der Befreiungstiger Tamililams von der Selbstvernichtung durch göttliche Askese. (Acta Universitatis Upsaliensis. Historia Religionum, Bd. 28). Uppsala 2007, ISBN 978-91-554-6934-4.

### Übersetzerin (Auswahl)
- Eddas und Sagas. Die mittelalterliche Literatur Islands. Zus. mit Magnús Pétursson u. Jónas Kristjánsson. Helmut Buske Verlag, Hamburg 1994, ISBN 3-87548-012-0.
- Odd Einar Haugen (Hrsg.): Altnordische Philologie. Norwegen und Island. Verlag Walter de Gruyter, Berlin / New York 2007, ISBN 978-3-11-018486-0.
- Odd Einar Haugen (Hrsg.): Norröne Grammatik im Überblick. Altisländisch und Altnorwegisch. Helmut Buske Verlag, Hamburg 2013, ISBN 978-3-87548-664-3.